# Julio Angulo (Leichtathlet)
Julio Angulo (* 10. Juli 2000) ist ein kolumbianischer Leichtathlet, der sich auf den Zehnkampf spezialisiert hat.

## Sportliche Laufbahn
Erste internationale Erfahrungen sammelte Julio Angulo im Jahr 2019, als er bei den U20-Südamerikameisterschaften in Cali mit 6375 Punkten die Bronzemedaille im Zehnkampf gewann. 2021 belegte er bei den Südamerikameisterschaften in Guayaquil mit 5799 Punkten den sechsten Platz und gewann anschließend bei den U23-Südamerikameisterschaften ebendort mit 6755 Punkten die Silbermedaille hinter dem Brasilianer José Santana. Im Dezember belegte er dann bei den erstmals ausgetragenen Panamerikanischen Juniorenspielen in Cali mit 6561 Punkten den fünften Platz. Im Jahr darauf siegte er mit 7169 Punkten bei den U23-Südamerikameisterschaften in Cascavel und 2023 belegte er bei den Südamerikameisterschaften in São Paulo mit 6869 Punkten den sechsten Platz. 2025 wurde er dann bei den Südamerikameisterschaften in Mar del Plata mit 6929 Punkten Fünfter.
2024 wurde Angulo kolumbianischer Meister im Zehnkampf.